# Rhinobranchipus martensi
Rhinobranchipus martensi är en kräftdjursart som beskrevs av Brendonck 1995. Rhinobranchipus martensi ingår i släktet Rhinobranchipus och familjen Branchipodidae. Inga underarter finns listade i Catalogue of Life.